# Liste der Klettergipfel im Bielatal
Die Liste der Klettergipfel im Bielatal umfasst alle Klettergipfel im Teilgebiet Bielatal des Klettergebiets Sächsische Schweiz. Das Bielatalgebiet erstreckt sich im oberen Abschnitt des Tals der Biela etwa von der Schweizermühle bis zur tschechischen Grenze und in ihr Seitental der Dürren Biela. Mehrere Felsengruppen flankieren die Waldgebiete des Großen und Kleinen Schaftwalds.
Grundlage ist die Veröffentlichung der Bergsportkonzeption des Sächsischen Staatsministeriums für Umwelt und Landschaft (SMUL) aus dem Jahr 2015 und umfasst damit auch die 2015 neu hinzugekommenen Klettergipfel (siehe Spalte Bemerkungen in der Tabelle unten).
| Klettergipfel              | Einschränkungen | Bemerkungen             |
| -------------------------- | --- | ----------------------- |
| Adam und Eva               | einschließlich talseitig vorgelagerter Felspfeiler |                         |
| Adlerkopf                  | |                         |
| Adlerstein                 | |                         |
| Akropolis                  | |                         |
| Ameisenstein               | |                         |
| Archimedes                 | |                         |
| Arnsteiner Turm            | |                         |
| Artariastein               | |                         |
| Backfisch                  | |                         |
| Bär                        | |                         |
| Baumschulenturm            | |                         |
| Baumschulenwächter         | |                         |
| Baumschulenwarte           | |                         |
| Bergstation                | keine Erschließung weiterer Übergänge vom benachbarten Felsrücken aus, rechte Begrenzung (Talseite): Große Schlucht, linke Begrenzung (Schartenseite): Bergverschneidung | Klettergipfel seit 2015 |
| Bewachsene Spitze          | |                         |
| Bewachsener Fels           | |                         |
| Bielascheibe               | |                         |
| Bielawächter               | |                         |
| Bielazinne                 | einschließlich südwestlicher Vorblock |                         |
| Bielazwerg                 | |                         |
| Birkenturm                 | |                         |
| Blatt                      | einschließlich vorgelagerte Felsnadel |                         |
| Bonze                      | |                         |
| Bonzenzahn                 | |                         |
| Brausenstein               | |                         |
| Burgenerturm               | |                         |
| Castello                   | einschließlich südlicher Felsvorbau |                         |
| Chinesischer Turm          | |                         |
| Cima                       | |                         |
| David                      | | Klettergipfel seit 2015 |
| Daxenstein                 | |                         |
| Daxkopf                    | |                         |
| Doggenturm                 | |                         |
| Dürrebielenadel            | einschließlich östlicher Vorturm |                         |
| Dürrebieleturm             | |                         |
| Dürrebielewand             | keine Erschließung der östlich angrenzenden Massivwände, rechte Begrenzung (Talseite): Weg der wilden Gesellen                                                           |                         |
| Dürrebielezahn             | |                         |
| Einsame Nadel              | einschließlich südlicher Felsabsatz, linke Begrenzung (Talseite): Buschtrommel                                                                                           |                         |
| Elisabethspitze            | | Klettergipfel seit 2015 |
| Euklid                     | |                         |
| Falkennadel                | |                         |
| Falkenspitze               | einschließlich talseitiger Felsunterbau, rechte Begrenzung (Talseite): Formschwäche                                                                                      |                         |
| Falkenturm                 | |                         |
| Falkenwand                 | |                         |
| Felicitas                  | |                         |
| Felix                      | |                         |
| Felsensportnadel           | |                         |
| Fichtenkegel               | |                         |
| Fledermausturm             | |                         |
| Fraktur                    | |                         |
| Friederike                 | einschließlich Felsunterbau |                         |
| Fritziturm                 | |                         |
| Gespaltener Turm           | |                         |
| Gesuchter Turm             | |                         |
| Glasergrundnadel           | einschließlich Felsunterbau |                         |
| Glasergrundscheibe         | einschließlich talseitiger Felsunterbau, linke Begrenzung (Talseite): Talzustieg zur SW-Wand                                                                             |                         |
| Glasergrundspitze          | |                         |
| Glasergrundwächter         | einschließlich Felsunterbau |                         |
| Glasergrundwand            | |                         |
| Glasergrundwarte           | |                         |
| Glatte Keule               | einschließlich nördlicher Vorgipfel |                         |
| Glatter Kegel              | einschließlich talseitiger Vorturm |                         |
| Glück-Auf-Turm             | keine Erweiterung, rechte Begrenzung (Talseite): Südkamin linke Begrenzung (Talseite): Westkamin                                                                         |                         |
| Gnom                       | Privatgrundstück – Zugang nur vom historischen Hochofen aus |                         |
| Gnomkönig                  | |                         |
| Goliath                    | |                         |
| Gralsburg, NO-Zinne        | |                         |
| Gralsburg, SW-Zinne        | einschließlich östlicher Felsturm |                         |
| Grauer Turm                | |                         |
| Grenzkegel                 | einschließlich Felsunterbau |                         |
| Grenznadel                 | |                         |
| Grenzwegwächter            | |                         |
| Große Herkulessäule        | einschließlich Felsunterbau |                         |
| Große Zinne                | |                         |
| Großer Eislochturm         | |                         |
| Großer Glücksturm          | einschließlich Vorgipfel zwischen Großem und Kleinem Glücksturm |                         |
| Großer Grenzturm           | einschließlich südlicher Felsabsatz |                         |
| Großer Mühlenwächter       | |                         |
| Großvaterstuhl             | |                         |
| Grüne Zinne                | |                         |
| Hallenkopf                 | |                         |
| Hallenstein                | |                         |
| Hansenstein                | |                         |
| Harmoniekopf               | |                         |
| Harmonienadel              | einschließlich talseitig vorgelagerter Felspfeiler (W-Seite) |                         |
| Hauptwiesenstein           | |                         |
| Herbstspitze               | einschließlich talseitig vorgelagerter Felspfeiler (SO-Seite), linke Begrenzung (Talseite): Talweg                                                                       |                         |
| Herbstturm                 | |                         |
| Herkuleskopf               | |                         |
| Herkulessohn               | |                         |
| Herkulesstein              | |                         |
| Herkuleswand               | einschließlich nordwestlicher Felspfeiler, linke Begrenzung (Talseite): Gassi                                                                                            |                         |
| Hilfssheriff               | einschließlich westlich vorgelagerter Felspfeiler |                         |
| Himmelfahrtsturm           | einschließlich talseitiger Vorturm (NW-Seite) |                         |
| Hinterer Bielaturm         | |                         |
| Hinterer Dürrebielewächter | |                         |
| Hinterer Schroffer Stein   | einschließlich südöstliche Vorblöcke |                         |
| Hinterer Wiesenstein       | |                         |
| Horzelbub                  | |                         |
| Johanniskegel              | |                         |
| Johanniskopf               | |                         |
| Johannismauer              | |                         |
| Johannisturm               | |                         |
| Juliturm                   | |                         |
| Jupiterturm                | |                         |
| Kalif                      | |                         |
| Kanzelturm                 | |                         |
| Kapuziner                  | einschließlich Felssockel, keine Erweiterung, rechte Begrenzung (Talseite): Schwarzer Kamin linke Begrenzung (Talseite): Zwischen Klostermauern                          |                         |
| Kastenturm                 | einschließlich Felsunterbau und südlicher Vorturm |                         |
| Kiebitz                    | |                         |
| Kleine Herkulessäule       | einschließlich südöstlicher Felsunterbau |                         |
| Kleine Zinne               | |                         |
| Kleiner Eislochturm        | |                         |
| Kleiner Glücksturm         | |                         |
| Kleiner Grenzturm          | |                         |
| Kleiner Herkulesstein      | |                         |
| Kleiner Mühlenwächter      | |                         |
| Krallenturm                | |                         |
| Kubulus                    | |                         |
| Kuchenturm                 | | Klettergipfel seit 2015 |
| Lausbub                    | einschließlich talseitiger Felsabsatz (SO-Seite) |                         |
| Leichte Zacke              | |                         |
| Liebesknochen              | | Klettergipfel seit 2015 |
| Liebespaar, Nordturm       | |                         |
| Liebespaar, Südturm        | |                         |
| Lochstein                  | |                         |
| Lochsteinwächter           | |                         |
| Mandarin                   | |                         |
| Mauerblümchen              | |                         |
| Mäuseturm                  | |                         |
| Mittelwand                 | einschließlich Felsunterbau, keine Erweiterung |                         |
| Mittelwandnadel            | |                         |
| Mittelwandscheibe          | |                         |
| Mittlerer Wiesenstein      | einschließlich Felsunterbau |                         |
| Morgenstern                | | Klettergipfel seit 2015 |
| Morsche Wand               | |                         |
| Morscher Kopf              | |                         |
| Nadel im Abseits           | |                         |
| Nasser Stein               | |                         |
| Nördliche Waldtornadel     | einschließlich nördlicher Felsvorbau |                         |
| Nördlicher Wiesenstein     | |                         |
| Nussknacker                | |                         |
| Nymphe                     | keine Sockelerschließung |                         |
| Osterkegel                 | |                         |
| Ottostein                  | |                         |
| Pagode                     | einschließlich nordwestlicher Felsunterbau |                         |
| Papusspitze                | einschließlich südöstlicher Felspfeiler |                         |
| Perikles                   | |                         |
| Pfifferling                | |                         |
| Pfingstturm                | , linke Begrenzung (Talseite): EV zum AW |                         |
| Planspitze                 | |                         |
| Pokal                      | |                         |
| Pötzschturm                | |                         |
| Praxedis                   | |                         |
| Prometheus                 | einschließlich nordöstlicher Vorblock |                         |
| Pumpenwärter               | |                         |
| Puppe                      | |                         |
| Rabenturm                  | |                         |
| Raupe                      | |                         |
| Ringelspitze               | |                         |
| Ringelturm                 | einschließlich talseitig vorgelagerte Felsen |                         |
| Rosenthaler Turm           | einschließlich Felsunterbau |                         |
| Rumpelstilz                | , rechte Begrenzung (Talseite): Ach wie gut |                         |
| Sachsenspitze              | einschließlich nordöstlicher Felsabsatz, rechte Begrenzung (Talseite): Grün-Weiß zum AW                                                                                  |                         |
| Schaftwaldturm             | |                         |
| Scheitan                   | |                         |
| Schiefe Nadel              | einschließlich talseitig vorgelagerter Felspfeiler |                         |
| Schiefe Zacke              | |                         |
| Schiefer Turm              | |                         |
| Schildbürger               | keine Erweiterung, rechte Begrenzung (Talseite): Ferienstreich zum SO-Riss linke Begrenzung (Talseite): Primus                                                           |                         |
| Schildkrötenturm           | |                         |
| Schluchtnadel              | |                         |
| Schneespitze               | keine Erschließung des talseitigen Vorblocks (O-Seite) |                         |
| Schneewand                 | |                         |
| Schöne Nadel               | |                         |
| Schraubenkopf              | einschließlich Felsunterbau |                         |
| Schusterturm               | einschließlich nördlich vorgelagerter Felspfeiler, keine Erweiterung |                         |
| Schwarzbeerturm            | |                         |
| Schwarze Wand              | |                         |
| Schwarzmühlenspitze        | |                         |
| Schwarzmühlenwächter       | |                         |
| Schweizermühlenturm        | |                         |
| Schwere Zacke              | |                         |
| Semperhexe                 | keine Erschließung des talseitigen Felsunterbaus (SO-Seite) |                         |
| Setzling                   | | Klettergipfel seit 2015 |
| Sheriff                    | |                         |
| Siebenschläferkeule        | |                         |
| Siebenschläferturm         | |                         |
| Sokrates                   | |                         |
| Sommerstein                | |                         |
| Sonnenturm                 | einschließlich Felsunterbau und talseitiger Vorturm | Klettergipfel seit 2015 |
| Sonnenwendstein            | |                         |
| Sonny                      | | Klettergipfel seit 2015 |
| Spannagelturm              | |                         |
| Stiller Kegel              | |                         |
| Stinkmorchel               | |                         |
| Stumpfe Keule              | |                         |
| Stumpfer Kegel             | |                         |
| Stumpfer Turm              | |                         |
| Südliche Waldtornadel      | einschließlich Felsunterbau |                         |
| Südlicher Wiesenstein      | einschließlich Felsunterbau |                         |
| Südwestliche Zinne         | |                         |
| Sultan                     | |                         |
| Titan                      | |                         |
| Topograph                  | Zugang führt durch privates Wohngrundstück |                         |
| Totenkopf                  | einschließlich talseitiger Felsunterbau, linke Begrenzung (Talseite): Sargnagel                                                                                          |                         |
| Trautmannsfels             | |                         |
| Troika                     | einschließlich südliche und östliche Vorgipfel, keine Erweiterung |                         |
| Troll                      | |                         |
| Turm am Wege               | |                         |
| Turm der Felsenbrüder      | einschließlich talseitiger Vorturm |                         |
| Uhustein                   | keine Erschließung des talseitigen Felsunterbaus (O-Seite) |                         |
| Unbenannter Turm           | |                         |
| Unke                       | |                         |
| Vergessene Spitze          | |                         |
| Verlassene Spitze          | |                         |
| Verlassene Wand            | |                         |
| Versteckte Wand            | einschließlich anliegende Felspfeiler, der vorgelagerte Turm (N-Seite) gehört nicht dazu                                                                                 |                         |
| Vorderer Bielaturm         | |                         |
| Vorderer Dürrebielewächter | |                         |
| Vorderer Schroffer Stein   | keine Erweiterung |                         |
| Wachsamer Förster          | einschließlich talseitiger Vorturm |                         |
| Waldhorn                   | | Klettergipfel seit 2015 |
| Waldkapelle                | |                         |
| Waldkauz                   | keine Sockelerschließung |                         |
| Waldkegel                  | |                         |
| Waldnadel                  | aber jahreszeitliche Sperrung vom 15.01. bis 15.08. |                         |
| Waldpfeiler                | |                         |
| Waldscheibe                | |                         |
| Waldschratt                | |                         |
| Waldtorturm                | , linke Begrenzung (Talseite): Schlankheitswahn |                         |
| Waldturm                   | |                         |
| Waldwächter                | |                         |
| Waldzahn                   | |                         |
| Wegelagerer                | |                         |
| Wiesenkopf                 | einschließlich Felsunterbau |                         |
| Wiesenturm                 | |                         |
| Wigwam                     | einschließlich nordöstlicher Nebengipfel, der nördliche Felskopf gehört nicht dazu, linke Begrenzung (Talseite): Linker Talkamin                                         |                         |
| Wilde Zacke                | |                         |
| Wolfskopf                  | |                         |
| Wormsbergwächter           | |                         |
| Würfel                     | |                         |
| Xerxes                     | einschließlich Felsunterbau, linke Begrenzung (Talseite): Omega |                         |
| Zarathustra                | |                         |
| Zarathustra Junior         | |                         |
| Zauberberg                 | |                         |
| Zerklüftete Wand           | einschließlich südwestlicher Felsunterbau, keine Erweiterung, linke Begrenzung: Grüner Kamin                                                                             |                         |
| Zwei Horzel                | einschließlich anliegende Felspfeiler und -wände |                         |
| Zwerg Alberich             | |                         |